# Jack Roth
Jack Roth (Lewisham, 1º settembre 1984) è un attore britannico.

## Biografia
È figlio dell'attore Tim Roth e della scrittrice e produttrice pluripremiata Lori Baker. Non ha frequentato la scuola di recitazione, il suo talento nella recitazione è stato appreso dal suo ambiente.

## Filmografia

### Cinema
- Brimstone, regia di Martin Koolhoven (2016)
- Rogue One: A Star Wars Story, regia di Gareth Edwards (2016)
- L'uomo di neve (The Snowman), regia di Tomas Alfredson (2017)
- Bohemian Rhapsody, regia di Bryan Singer (2018)
- Infinite, regia di Antoine Fuqua (2021)
- Till Death, regia di Scott Dale (2021)

### Televisione
- Waking the Dead – serie TV, 2 episodi (2007)
- L'ispettore Barnaby (Midsomer Murders) – serie TV, episodio 13x04 (2010)
- Lewis – serie TV, episodio 5x03 (2011)
- Grandi presenze (Great Expectations) – miniserie TV, 3 puntate (2011)
- I fantasmi di Bedlam (Bedlam) – serie TV, 6 episodi (2012)
- Il giovane ispettore Morse (Endeavour) – serie TV episodio 1x03 (2013)
- Il Trono di Spade (Game of Thrones) – serie TV, episodio 4x09 (2014)
- Testimoni silenziosi (Silent Witness) – serie TV, 2 episodi (2015)
- Britannia – serie TV, 4 episodi (2018)
- I Medici (Medici) – serie TV, 5 episodi (2019)